# Ludwik Exarch
Ludwik Bertrand Exarch (ur. 14 czerwca 1596 w Barcelonie; zm. 29 czerwca 1627 w Ōmuri) – błogosławiony Kościoła katolickiego, hiszpański dominikanin, misjonarz, męczennik.

## Życiorys
Ludwik Exarch urodził się 14 czerwca 1596 w Barcelonie, następnego dnia został ochrzczony.
Po wstąpieniu do zakonu dominikanów przyjął imiona Ludwik Bertrand ku czci bł. Ludwika Bertranda (który był krewnym jego ojca).
Po otrzymaniu święceń kapłańskich zgłosił się na ochotnika na misje na Daleki Wschód. Hiszpanię opuścił w lipcu 1617 r., a do Manilii dotarł w czerwcu 1618 r. Początkowo pracował na Filipinach, w 1623 r. wysłano go do Japonii. Przybył do Nagasaki 14 października 1623 r. Przez kilka lat prowadził w Japonii działalność misyjną.
Jako misjonarz został aresztowany 29 czerwca 1626 r. Stracono go przez spalenie żywcem 29 czerwca 1627 w Ōmura razem z Mancjuszem od Krzyża i Piotrem od św. Marii.
Został beatyfikowany przez Piusa IX 7 lipca 1867 r. w grupie 205 męczenników japońskich.
Dniem jego wspomnienia jest 10 września (w grupie 205 męczenników japońskich).